# Голошийна (порода курей)

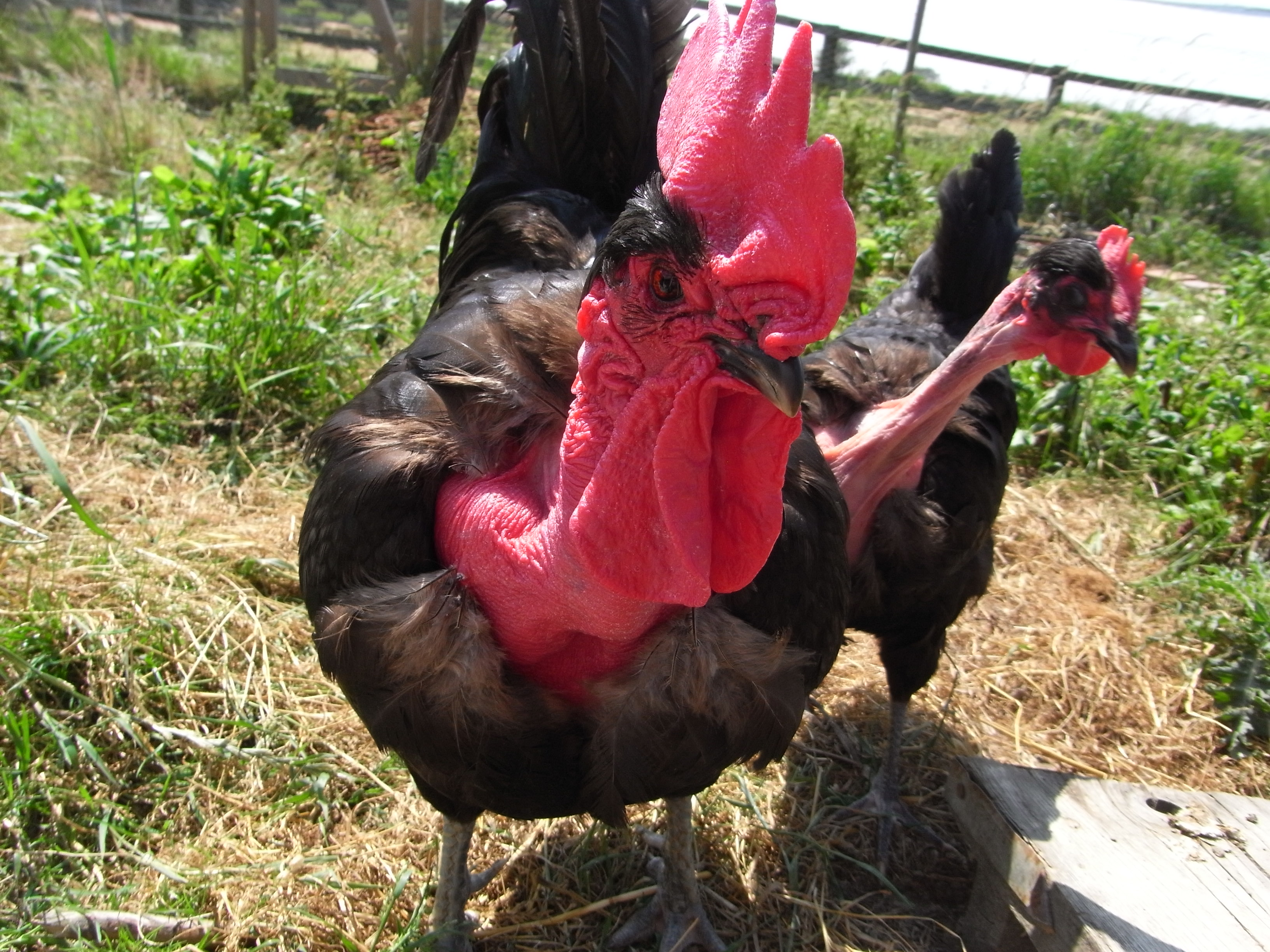
Півень і курка голошийної породи

Голошийна (також трансильванська, семигородська) — порода курей, родом з Румунії. Породу часто плутають з французькою голошийною. Відноситься до змішаного (м'ясо-яєчного) типу продуктивності.

## Історія
Походження точно не встановлене. З'явилася у Семигороді, звідти потрапила до Німеччини, де з нею почалася активна селекційна робота. Дуже поширена в Німеччині, а також в Угорщини і Румунії, звідки була завезена в Україну. Порода досі є рідкісною в США, але популярною в Південній Америці.

## Особливості породи
Голошийки вважаються хорошими несучками. Починають нестися в 5,5-6 місячному віці. Яйця досить великі, вагою 58-60 г, білі або кремові. Несучість 160 яєць на рік. Півні важать 3-3,5 кг, кури 2-2,5 кг. Ця порода визнається витривалою і невибагливою, легко переносить суворі зими, незважаючи на неоперені шиї.
Ген голошийності знаходиться в прямо пропорційній залежності до зростання грудної м'язової маси (вона у голошийних більше). Крім цього, число пір'я у голошийних курей в середньому у два рази менше ніж у звичайних, що значно полегшує обскубування.

## Екстер'єр
Півень:

Середньої величини, з щільним м'ясистим корпусом. Головна ознака — гола шия. Голова кругла, оперення лише на потилиці. Дзьоб злегка загнутий. Гребінь невеликий, або прямий, одиночний, або розоподібний. Лице голе, червоне. Очі також червоні. Сережки невеликі. Шия червона, вигнута, гола, лише на нижній передній частині є пучок пір'я. Нижній край шиї повинен бути облямований пухнастим пір'яним кільцем. Груди широкі, опуклі, заокруглені. Спина широка, плоска. Крила щільно прилягають до боків. Хвіст тримається нахиленим, косиця злегка зігнута. Гомілки довгі, міцні. Плюсна досить довгі, не оперені. Пальців чотири. Оперення всіх забарвлень.
Курка: 

Відмінні ознаки ті ж, що і у півня.

## Допустимі недоліки
Невеликі вади гребеня; не цілком розвинене пухове кільце біля основи шиї.

## Грубі недоліки
Оперена шия; слабкий корпус; оперені ноги; білячий (крутий) хвіст.